# تريبوليتانا للاستثمار والخدمات السياحية
تم تأسيس شركة تريبوليتانا للاستثمار والخدمات السياحية في عام 2015، حيث انطلقت برؤية طموحة لدخول السوق الليبية باحترافية عالية، مرتكزه على التعاون المثمر مع العديد من الجهات الحكومية لتعزيز قطاعي الاستثمار والسياحة. كانت شركة تريبوليتانا للاستثمار والخدمات السياحية وكيل عام للمبيعات (GSA) لشركة الطيران العالمية AL ALAMIA 5S في دولة ليبيا ، وتسعى دائمًا لتقديم خدمات استثنائية ترتقي بتجربة عملائها وتلبي احتياجاتهم بأعلى معايير الجودة. شركاؤنا هم أساس نجاحنا، ونواصل الابتكار لتحقيق تطلعاتهم وترسيخ مكانتنا كشريك يعتمد عليه في عالم الاستثمار والسياحة